# Akram al-Haurani

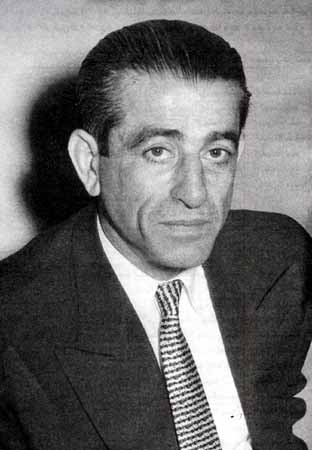
Akram al-Haurani

Akram al-Haurani, auch Hourani (arabisch أكرم الحوراني, DMG Akram al-Ḥawrānī; * 1915 in Hama, Syrien; † 24. Februar 1996 in Amman, Jordanien), war ein syrischer Politiker und Mitbegründer der Arabischen Sozialistischen Baath-Partei (ASBP).

## Leben
Haurani stammte aus Hama. Sein Vater gehörte zu den bürgerlichen Notablen der Stadt. Sein Vater kandidierte 1908 erfolglos für das osmanische Parlament.
Während seines Studiums der Rechtswissenschaften in Beirut und Damaskus war al-Haurani zunächst Anhänger der Syrischen Sozialen Nationalistischen Partei, welche unter Führung von Antun Sa'ada einen großsyrischen Staat errichten wollte. 1932 war Haurani an einem fehlgeschlagenen Attentat auf den Premierminister Subhi Barakat beteiligt. Während des pro-deutschen Umsturzes im Irak 1941 meldete sich Haurani freiwillig als Kämpfer für die Putschisten. 1939 ergriff er den Beruf eines Rechtsanwalts und gründete zusammen mit seinem Bruder die Jugendpartei. Bereits vier Jahre später wurde er 1943 Deputierter im syrischen Parlament. Von 1948 bis 1949 war er Freiwilliger im Palästinakrieg.
Nach der syrischen Niederlage 1949 fungierte Akram al-Haurani als einer der Drahtzieher des Putsches von Husni az-Za'ims und war unter diesem bis 1950 Landwirtschafts-, Verteidigungs- und Informationsminister. 1950 erfolgte die Umbenennung der Jugendpartei in „Arabische Sozialistische Partei“, die sich 1953 mit der 1946 gegründeten Baath-Partei Michel Aflaqs und Salah ad-Din al-Bitars vereinigte. Vorsitzender der neuen ASBP wurde Haurani; der Baath-Vordenker Zaki al-Arsuzi stellte aus Protest seine Mitarbeit ein.
Von 1954 bis 1957 war Akram al-Haurani Vizepräsident des syrischen Parlaments, aufgrund seiner persönlichen Freundschaft zu Präsident Schischakli. 1958 avancierte er zum Vizepräsidenten der Union Ägyptens mit Syrien. Allerdings war er ein Gegner Gamal Abdel Nassers und daher 1961 an der Abspaltung Syriens beteiligt. Wegen seines Eintritts in die Separatistenregierung 1962 erfolgte seine Absetzung und der Ausschluss aus der Baath-Partei, seine Anhänger gründeten die einstige Arabische Sozialistische Partei als Arabische Sozialistische Bewegung neu. Trotz der Machtergreifung der Baath-Partei 1963 und des von Haurani geförderten linken Parteiflügels 1966 stand Akram al-Haurani in Opposition zu Premier Zayyen und General Hafiz al-Assad. Deswegen wurde er 1966 verhaftet und es folgte seine Abschiebung nach Zypern, später nach Paris.
1980 wies Akram al-Haurani im Fall der Ermordung Salah ad-Din al-Bitars in Paris der Assad-Regierung die Hauptschuld zu.